# LG-hockey
LG-hockey is een vorm van hockey voor mensen met een niet rolstoelafhankelijke lichamelijke beperking en chronische ziekte, die niet goed in een regulier hockeyteam mee kunnen komen. Met LG-hockey wordt er gespeeld volgens de regels van het zestal- of achttalhockey. Er zijn echter een aantal regels aangepast of toegevoegd in verband met veiligheid en speelplezier. Sinds 2005 wordt er een landelijke LG hockey competitie gespeeld, op 2 verschillende niveaus. In de hoogste competitie zijn er in de 13 jaar 4 teams kampioen geworden, waarvan Push 1 keer, Alecto 1 keer, Union 1 keer. En Tempo is 10 keer Nederlands kampioen geworden!
LG hockey is er in verschillende plaatsen in Nederland te vinden.
Onbeperkt sporten waarbij
Plezier voorop staat!
Andere aangepaste vormen van hockey zijn G-hockey en rolstoelhockey.

## Nederlandse clubs
De volgende Nederlandse clubs bieden LG-hockey aan:
- Alecto (Leiderdorp)
- Ares (Apeldoorn)
- Amsterdam
- VMHC Cartouche (Leidschendam-Voorburg)
- Den Bosch
- Drunen
- Kampong (Utrecht)
- Laren
- Leonidas (Rotterdam)
- Maastricht
- Nuenen
- Push (Breda)
- Soest
- Tempo (Bergen op Zoom)
- Union (Nijmegen)
- HC Wateringse Veld (Den Haag)
- Weesp
- HC IJsseloever (IJsselstein)

Niet alle clubs spelen LG-competitie.